# Bikini (együttes)
A Bikini egy magyar rockzenekar – az ismertebb, rengeteg slágert magáénak tudható felállás frontembere D. Nagy Lajos (ex-Rolls Frakció), míg a kezdeti évek (utólag Ős-Bikini névvel megkülönböztetett) felállásának frontembere Nagy Feró volt.

## Történet

### Kezdetek, az ős-Bikini
A csapat 1982-ben alakult Németh Alajos (Lojzi) ötletéből, amihez sikerült megnyernie Nagy Feró énekest (az akkor éppen szünetelő Beatrice frontemberét), aki magával hozta Vedres József (Vedres Joe) gitárost is. A frissen alakult formáció dobosa Németh Gábor (Alajos testvére), másik gitárosa Szűcs Antal Gábor volt, mindhárman az akkor megszűnt Dinamitból érkeztek. Az első lemezt (Hova lett...) ebben a felállásban készítették, de Szűcs Antal Gábor a második lemezen (XX. századi híradó) már nem szerepelt.
A kezdeti időkben egy sajátos, újhullámosan dadaista punk rock zenét játszottak, a koncerteken a közönség követelésének engedve sok Beatrice-számmal.

### A nyolcvanas évek végén
1985-ben Nagy Feró kivált a zenekarból, helyét D. Nagy Lajos vette át, aki Gallai Péter billentyűssel érkezett a zenekarba. Természetesen D. Nagy hozta magával régebbi együttesének, a Rolls Frakciónak a hagyományait. Kifejezetten kérte, hogy cseréljék le a teljes repertoárjukat, mivel a régi dalok nem illenének az ő hangjához. Az új emberek friss lendületet adtak a csapatnak, és egy alternatív, újhullámos zenei stílust vett föl a Bikini. Nagy Feró a kilépése ellenére sem távolodott el teljesen a zenekartól, több slágerük (Ezt nem tudom másképp mondani, Mielőtt elmegyek, Fagyi, Megüssem vagy ne üssem, Nehéz a dolga stb.) szövegét is ő írta.
A nyolcvanas évek végére elismert és sokat koncertező zenekarrá váltak, megjelent jó néhány albumuk is. A legnagyobb példányszámban az 1987-ben kiadott Mondd el nagylemezt adták el. Időközben csatlakozott Daczi Zsolt gitáros, Kató Zoltán szaxofonos, dobosként pedig Hirleman Bertalan, és egy ideig Berecz Endre. Az 1988-ban megjelent „Ha volna még időm…” című nagylemezzel végleg beírták magukat a sztárok nagykönyvébe. Így aztán a magyar pop/rockzene egyik legnagyobb klasszikusává váltak.

### Problémák, megszűnés
A kilencvenes évek elején a rendszerváltás magával hozta a politikai szólásszabadságot is, így a Bikini illegalitásban táncoló szövegei már nem voltak olyan érdekesek, az együttes elmondása szerint a „diszkók hakniműsorai árasztották el a művelődési házakat”. Talán csalódottság, talán gazdasági okok miatt a Bikini megszűnt. Búcsúkoncertjüket 1992. november 21-én tartották a Budapest Sportcsarnok színpadán.

### Újraindulás
Öt év pihenő után, 1997-ben ismét összeállt a Bikini. A csapattagok rájöttek: a hallgatás nem megoldás a helyzet kezelésére. A régi-új zenekar (habár ez manapság nem divat szerintük) az élő zene mellett áll ki. Abban is egyetértettek, hogy nem akarnak nosztalgiazenekar lenni, amely csak régi slágereiből él. Szövegeikben továbbra is társadalmi kérdésekkel foglalkoznak, gondolkodásra késztetik a közönséget, új albumaikkal ismét sikert sikerre halmoznak. Újraindulásukat egy új nagylemezzel („A szabadság rabszolgái”), és egy a Budapest Sportcsarnokban rendezett koncerttel jelentették be. A csapat a kilencvenes évek végén ismét koncertezni kezdett, és lemezeik is jelennek meg sorra. 1998-tól Hirleman Bertalan helyett Mihalik Viktor ült a dobok mögé. Gallai Péter billentyűs 2002-ben elhagyta a zenekart, helyére az addig csak alkalmanként őt helyettesítő Bördén Szabolcs érkezett.
2004-ben, az „Angyali üdvözlet” kiadása után csatlakozott a zenekarhoz Csillag Endre gitáros, az Edda és a Hobo Blues Band egykori tagja, aki a kezdetektől szerepelt vendégelőadóként néhány Bikini koncerten. Csillag elődje, Daczi Zsolt gitáros hosszan tartó, súlyos betegség után 2007-ben elhunyt. Csillag Endrét 2006 augusztusában Lukács Péter követte a gitárosi poszton. 2013-ban Bördén Szabolcstól megvált az együttes, így hosszú idő után ismét billentyűs nélkül állnak színpadra. A billentyűs hiányát bejátszott betétekkel oldja meg az együttes.
2019-ben egy koncertre újra összeállt az Ős-Bikini, szeptember 12-én a Várkert Bazárban. Néhány nappal később, szeptember 16-án elhunyt Gallai Péter billentyűs, aki a Piramis után 1985-től 2002-ig a Bikini tagja is volt. Utoljára a 30 éves jubileumi koncerten vendégeskedett.
2025-től Gombkötő Zoltán az új billentyűse a csapatnak, és állandó tag lesz a két vendég vokalista, Domonkos Dominika és Hüse Janka is.

## Díjak
- EMeRTon-díj (1987)
- Transilvanian Music Awards – Év legjobb magyar rock zenekara (2012)

## Albumok
| Év   | Album címe                                             | Jellege   |
| 1983 | Hova lett…                                             | stúdió    |
| 1984 | Fair Wind To You (A Hova lett… angol nyelvű változata) | stúdió    |
| 1984 | XX. századi híradó                                     | stúdió    |
| 1985 | Ezt nem tudom másképp mondani                          | stúdió    |
| 1987 | Mondd el                                               | stúdió    |
| 1988 | Ha volna még időm                                      | stúdió    |
| 1988 | Bikini (válogatás)                                     | válogatás |
| 1989 | Közeli helyeken                                        | stúdió    |
| 1990 | Temesvári vasárnap                                     | koncert   |
| 1991 | A sötétebbik oldal                                     | stúdió    |
| 1992 | Izzik a tavaszi délután                                | stúdió    |
| 1993 | Búcsúkoncert                                           | koncert   |
| 1996 | Aranyalbum                                             | válogatás |
| 1997 | A szabadság rabszolgái                                 | stúdió    |
| 1997 | Best Of Bikini                                         | válogatás |
| 1998 | Körutazás a Balkánon                                   | koncert   |
| 1999 | A világ végén                                          | stúdió    |
| 2000 | Gyémánt                                                | válogatás |
| 2000 | Nem lesz ennek jó vége                                 | stúdió    |
| 2002 | Álomból ébredve                                        | stúdió    |
| 2004 | Angyali üdvözlet                                       | stúdió    |
| 2007 | Őrzöm a lángot                                         | stúdió    |
| 2009 | The Very Best of Bikini                                | remake    |
| 2011 | Elmúlt illúziók                                        | stúdió    |
| 2012 | 30 – Közeli helyeken                                   | koncert   |

### Kislemezek
- Nagy Feró és a Bikini: Ki csinál szódát (1983)
- I'm Not Afraid / Carnival (Pepita International, PR 959, 1983)
- Bikini: Ahogy ti zenéltek / Szeretlek II. (1985)
- D. Nagy Lajos – Pataky Attila: Gyere őrült / Veled vagyok (1985)
- Hello, It's Me Again – Minstral (1989)

### A Bikini tagjainak szólólemezei
- D. Nagy Lajos: Monokini (1995)
- D. Nagy Lajos: Az idő foglyai (1998)
- Daczi Zsolt: Daczi Zsolt és barátai (2002)
- Vedres József: Kívülállók (2005)
- Hirleman Bertalan: Prelude (2006)
- Németh Alajos: Lojzi: Sóhajok lépcsőháza (2015)
- D. Nagy Lajos: Minden, ami volt... Minden, ami lesz (2020)

### Egyéb
- Nagy Feró és az ős-Bikini – Dupla PeCsa-buli 1999 – az újra összeálló Nagy Feró-féle felállás koncertjének felvétele
- Valahol, valamikor: 2004-es koncertfelvételeket tartalmazó DVD.
- 25 év Bikini – A jubileumi 25 éves szülinapi koncert DVD felvétele (2007. december 7. Syma Csarnok)

## Dalok

### Slágereik
- 1984: Lángosképű...
- 1985: Indokolatlan jókedv
- 1985: Mielőtt elmegyek
- 1985: Ezt nem tudom másképp mondani (Szeretlek)
- 1987: Megüssem vagy ne üssem
- 1987: Mondd el
- 1987: Fagyi
- 1987: Adj helyet magad mellett
- 1987: Nehéz a dolga
- 1988: Széles, tágas a tér
- 1988: Legyek jó
- 1988: Ha volna még időm
- 1989: Közeli helyeken
- 1991: Olcsó vigasz
- 1991: Ki visz haza
- 1992: Veri az élet
- 1997: Csak dolgozni ne kelljen
- 2004: Angyali üdvözlet
- 2007: A mennyország felé
- 2011: Szép vagy

### Duettek
- 1986: Pataky Attilával: Veled vagyok
- 1986: Pataky Attilával: Gyere őrült

## Zenészek, együttesek a Bikinivel kapcsolatban
- Beatrice
- Bencsik Sándor
- Carpathia Project
- Depresszió
- Dinamit
- Edda Művek
- Fábri Péter
- Gallai Péter
- Görbe Nóra
- Keresztes Ildikó
- Nagy Feró
- Pataky Attila
- Republic
- Rolls Frakció
- Szakácsi Sándor
- Szélkiáltó
- Ultravox
- Telegram
- Török Ádám és a Mini

## Portré
- Privát rocktörténet – A Bikini (2006)
- Hogy volt?! – A Bikini együttes (2019)